# Critics' Choice Award al miglior film
Il Critics' Choice Award al miglior film (Critics' Choice Movie Award for Best Picture) è un premio cinematografico assegnato annualmente nel corso dei Critics' Choice Awards (in precedenza noti anche come Critics' Choice Movie Awards).

## Vincitori e candidati
I vincitori sono indicati in grassetto.

### Anni 1990
- 1996: Ragione e sentimento (Sense and Sensibility), regia di Ang Lee
- 1997: Fargo (Fargo), regia di Joel Coen
- 1998: L.A. Confidential (L.A. Confidential), regia di Curtis Hanson
- 1999: Salvate il soldato Ryan (Saving Private Ryan), regia di Steven Spielberg

### Anni 2000
- 2000
  - American Beauty (American Beauty), regia di Sam Mendes
- 2001
  - Il gladiatore (Gladiator), regia di Ridley Scott
- 2002
  - A Beautiful Mind (A Beautiful Mind), regia di Ron Howard
- 2003
  - Chicago (Chicago), regia di Rob Marshall
- 2004
  - Il Signore degli Anelli - Il ritorno del re (The Lord of the Rings: The Return of the King), regia di Peter Jackson
- 2005
  - Sideways - In viaggio con Jack (Sideways), regia di Alexander Payne
- 2006
  - I segreti di Brokeback Mountain (Brokeback Mountain), regia di Ang Lee
- 2007
  - The Departed - Il bene e il male (The Departed), regia di Martin Scorsese
- 2008
  - Non è un paese per vecchi (No Country for Old Men), regia di Joel ed Ethan Coen
- 2009
  - The Millionaire (Slumdog Millionaire), regia di Danny Boyle

### Anni 2010
- 2010
  - The Hurt Locker, regia di Kathryn Bigelow
  - Avatar, regia di James Cameron
  - An Education, regia di Lone Scherfig
  - Bastardi senza gloria (Inglourious Basterds), regia di Quentin Tarantino
  - Invictus - L'invincibile (Invictus), regia di Clint Eastwood
  - Nine, regia di Rob Marshall
  - Precious, regia di Lee Daniels
  - A Serious Man, regia di Joel ed Ethan Coen
  - Up, regia di Pete Docter e Bob Peterson
  - Tra le nuvole (Up in the Air), regia di Jason Reitman
- 2011
  - The Social Network, regia di David Fincher
  - 127 ore (127 Hours), regia di Danny Boyle
  - Il cigno nero (Black Swan), regia di Darren Aronofsky
  - Il Grinta (True Grit), regia di Joel ed Ethan Coen
  - Inception, regia di Christopher Nolan
  - Il discorso del re (The King's Speech), regia di Tom Hooper
  - The Fighter, regia di David O. Russell
  - Un gelido inverno (Winter's Bone), regia di Debra Granik
  - The Town, regia di Ben Affleck
  - Toy Story 3 - La grande fuga (Toy Story 3), regia di Lee Unkrich
- 2012
  - The Artist, regia di Michel Hazanavicius
  - Paradiso amaro (The Descendants), regia di Alexander Payne
  - Drive, regia di Nicolas Winding Refn
  - Molto forte, incredibilmente vicino (Extremely Loud and Incredibly Close), regia di Stephen Daldry
  - The Help, regia di Tate Taylor
  - Hugo Cabret (Hugo), regia di Martin Scorsese
  - Midnight in Paris, regia di Woody Allen
  - L'arte di vincere (Moneyball), regia di Bennett Miller
  - The Tree of Life, regia di Terrence Malick
  - War Horse, regia di Steven Spielberg
- 2013
  - Argo, regia di Ben Affleck
  - Re della terra selvaggia (Beasts of the Southern Wild), regia di Benh Zeitlin
  - Django Unchained, regia di Quentin Tarantino
  - Les Misérables, regia di Tom Hooper
  - Vita di Pi (Life of Pi), regia di Yann Martel
  - Lincoln, regia di Steven Spielberg
  - The Master, regia di Paul Thomas Anderson
  - Moonrise Kingdom - Una fuga d'amore (Moonrise Kingdom), regia di Wes Anderson
  - Il lato positivo - Silver Linings Playbook (Silver Linings Playbook), regia di David O. Russell
  - Zero Dark Thirty, regia di Kathryn Bigelow
- 2014
  - 12 anni schiavo (12 Years a Slave), regia di Steve McQueen
  - American Hustle - L'apparenza inganna (American Hustle), regia di David O. Russell
  - Captain Phillips - Attacco in mare aperto (Captain Phillips), regia di Paul Greengrass
  - Dallas Buyers Club, regia di Jean-Marc Vallée
  - Gravity, regia di Alfonso Cuarón
  - Lei (Her), regia di Spike Jonze
  - A proposito di Davis (Inside Llewyn Davis), regia di Joel ed Ethan Coen
  - Nebraska, regia di Alexander Payne
  - Saving Mr. Banks, regia di John Lee Hancock
  - The Wolf of Wall Street, regia di Martin Scorsese
- 2015
  - Boyhood, regia di Richard Linklater
  - Birdman (Birdman or (The Unexpected Virtue of Ignorance)), regia di Alejandro González Iñárritu
  - L'amore bugiardo - Gone Girl (Gone Girl), regia di David Fincher
  - Grand Budapest Hotel (The Grand Budapest Hotel), regia di Wes Anderson
  - The Imitation Game, regia di Morten Tyldum
  - Lo sciacallo - Nightcrawler (Nightcrawler), regia di Dan Gilroy
  - Selma - La strada per la libertà (Selma), regia di Ava DuVernay
  - La teoria del tutto (The Theory of Everything), regia di James Marsh
  - Unbroken, regia di Angelina Jolie
  - Whiplash, regia di Damien Chazelle
- 2016 (Gennaio)
  - Il caso Spotlight (Spotlight), regia di Thomas McCarthy
  - Brooklyn, regia di John Crowley
  - Carol, regia di Todd Haynes
  - La grande scommessa (The Big Short), regia di Adam McKay
  - Mad Max: Fury Road, regia di George Miller
  - Il ponte delle spie (Bridge of Spies), regia di Steven Spielberg
  - Revenant - Redivivo (The Revenant), regia di Alejandro González Iñárritu
  - Room, regia di Lenny Abrahamson
  - Sicario, regia di Denis Villeneuve
  - Sopravvissuto - The Martian (The Martian), regia di Ridley Scott
  - Star Wars - Il risveglio della Forza (Star Wars: The Force Awakens), regia di J. J. Abrams
- 2016 (Dicembre)
  - La La Land, regia di Damien Chazelle
  - Arrival, regia di Denis Villeneuve
  - Barriere (Fences), regia di Denzel Washington
  - La battaglia di Hacksaw Ridge (Hacksaw Ridge), regia di Mel Gibson
  - Hell or High Water, regia di David Mackenzie
  - Lion - La strada verso casa (Lion), regia di Garth Davis
  - Loving - L'amore deve nascere libero (Loving), regia di Jeff Nichols
  - Manchester by the Sea, regia di Kenneth Lonergan
  - Moonlight, regia di Barry Jenkins
  - Sully, regia di Clint Eastwood
- 2018
  - La forma dell'acqua - The Shape of Water (The Shape of Water), regia di Guillermo del Toro
  - The Big Sick - Il matrimonio si può evitare... l'amore no (The Big Sick), regia di Michael Showalter
  - Chiamami col tuo nome (Call Me by Your Name), regia di Luca Guadagnino
  - Dunkirk, regia di Christopher Nolan
  - Un sogno chiamato Florida (The Florida Project), regia di Sean Baker
  - Lady Bird, regia di Greta Gerwig
  - L'ora più buia (Darkest Hour), regia di Joe Wright
  - The Post, regia di Steven Spielberg
  - Scappa - Get Out (Get Out), regia di Jordan Peele
  - Tre manifesti a Ebbing, Missouri (Three Billboards Outside Ebbing, Missouri), regia di Martin McDonagh
- 2019
  - Roma, regia di Alfonso Cuarón
  - Black Panther, regia di Ryan Coogler
  - BlacKkKlansman, regia di Spike Lee
  - La favorita (The Favourite), regia di Yorgos Lanthimos
  - First Man - Il primo uomo (First Man), regia di Damien Chazelle
  - Green Book, regia di Peter Farrelly
  - Se la strada potesse parlare (If Beale Street Could Talk), regia di Barry Jenkins
  - Il ritorno di Mary Poppins (Mary Poppins Returns), regia di Rob Marshall
  - A Star Is Born, regia di Bradley Cooper
  - Vice - L'uomo nell'ombra (Vice), regia di Adam McKay

### Anni 2020
- 2020
  - C'era una volta a... Hollywood (Once Upon a Time... in Hollywood), regia di Quentin Tarantino
  - 1917, regia di Sam Mendes
  - Jojo Rabbit, regia di Taika Waititi
  - Joker, regia di Todd Phillips
  - The Irishman, regia di Martin Scorsese
  - Le Mans '66 - La grande sfida (Ford v Ferrari), regia di James Mangold
  - Parasite (Gisaenchung), regia di Bong Joon-ho
  - Piccole donne (Little Women), regia di Greta Gerwig
  - Storia di un matrimonio (Marriage Story), regia di Noah Baumbach
  - Diamanti grezzi (Uncut Gems), regia di Josh e Benny Safdie
- 2021
  - Nomadland, regia di Chloé Zhao
  - Da 5 Bloods - Come fratelli (Da 5 Bloods), regia di Spike Lee
  - Ma Rainey's Black Bottom, regia di George C. Wolfe
  - Mank, regia di David Fincher
  - Minari, regia di Lee Isaac Chung
  - Notizie dal mondo (News of the World), regia di Paul Greengrass
  - Quella notte a Miami... (One night in Miami...), regia di Regina King
  - Una donna promettente (Promising Young Woman), regia di Emerald Fennell
  - Sound of Metal, regia di Darius Marder
  - Il processo ai Chicago 7 (The Trial of the Chicago 7), regia di Aaron Sorkin
- 2022
  - Il potere del cane (The Power of the Dog), regia di Jane Campion
  - Belfast, regia di Kenneth Branagh
  - I segni del cuore (CODA), regia di Sian Heder
  - Don't Look Up, regia di Adam McKay
  - Dune, regia di Denis Villeneuve
  - Una famiglia vincente - King Richard (King Richard), regia di Reinaldo Marcus Green
  - Licorice Pizza, regia di Paul Thomas Anderson
  - La fiera delle illusioni - Nightmare Alley (Nightmare Alley), regia di Guillermo del Toro
  - Tick, Tick... Boom!, regia di Lin-Manuel Miranda
  - West Side Story, regia di Steven Spielberg
- 2023
  - Everything Everywhere All at Once, regia di Daniel Kwan e Daniel Scheinert
  - Avatar - La via dell'acqua (Avatar: The Way of Water) , regia di James Cameron
  - Babylon, regia di Damien Chazelle
  - Gli spiriti dell'isola (The Banshees of Inisherin), regia di Martin McDonagh
  - Evis, regia di Baz Luhrmann
  - The Fabelmans, regia di Steven Spielberg
  - Glass Onion - Knives Out (Glass Onion: A Knives Out Mystery), regia di Rian Johnson
  - Tár, regia di Todd Field
  - Top Gun: Maverick, regia di Joseph Kosinski
  - Women Talking - Il diritto di scegliere (Women Talking), regia di Sarah Polley
- 2024[1][2]
  - Oppenheimer, regia di Christopher Nolan
  - American Fiction, regia di Cord Jefferson
  - Barbie, regia di Greta Gerwig
  - Il colore viola (The Color Purple), regia di Blitz Bazawule
  - The Holdovers - Lezioni di vita (The Holdovers), regia di Alexander Payne
  - Killers of the Flower Moon, regia di Martin Scorsese
  - Maestro, regia di Bradley Cooper
  - Past Lives, regia di Celine Song
  - Povere creature! (Poor Things), regia di Yorgos Lanthimos
  - Saltburn, regia di Emerald Fennell
- 2025[3][4]
  - Anora, regia di Sean Baker
  - The Brutalist, regia di Brady Corbet
  - A Complete Unknown, regia di James Mangold
  - Conclave, regia di Edward Berger
  - Dune - Parte due (Dune: Part Two), regia di Denis Villeneuve
  - Emilia Pérez, regia di Jacques Audiard
  - Nickel Boys, regia di RaMell Ross
  - Sing Sing, regia di Greg Kwedar
  - The Substance, regia di Coralie Fargeat
  - Wicked (Wicked: Part I), regia di Jon M. Chu